# Wladimir Alexejewitsch Lotarjow
Wladimir Alexejewitsch Lotarjow (russisch Владимир Алексеевич Лотарёв, wiss. Transliteration Vladimir Alekseevič Lotarëv; * 15. November 1914 in Schachty, Russland; † 20. Juli 1994) war ein sowjetischer Konstrukteur von Strahltriebwerken.

## Werdegang
Lotarjow wurde am 15. November 1914 als Sohn eines Bergmanns in Schachty geboren. Nach dem Abschluss der Mittelschule studierte er zuerst in Nowotscherkassk und später an der Nationalen Luft- und Raumfahrtuniversität „N.J. Schukowski“ in Charkow. Nach seinem Abschluss im Jahr 1939 trat Lotarjow eine Stelle in der Fabrik Nr. 29 in Saporoschje an, die Flugmotoren konstruierte und herstellte. Während des Großen Vaterländischen Krieges wurde der Betrieb, in dem auch Alexander Iwtschenko arbeitete, nach Omsk evakuiert. Lotarjow konstruierte dort Motoren für Flugzeuge der sowjetischen Frontfliegerkräfte. 1942 starb Lotarjows Vater Alexei Jewgrafowitsch durch die deutschen Besatzer in der Ukraine. Nach dem Krieg kehrte Lotarjow in das Entwicklungsbüro nach Saporoschje zurück, aus dem später das Saporoscher Motorenwerk Iwtschenko „Fortschritt“ hervorging.
Für seine Verdienste um die sowjetischen Luftstreitkräfte erhielt Lotarjow im Jahr 1946 den Orden des Roten Sterns sowie die Medaille für das heldenmütige Werk während des Großen Vaterländischen Krieges von 1941–1945 (russisch Медаль «За доблестный труд в Великой Отечественной войне 1941—1945 гг.»). Zwei Jahre später erhielten er und Iwtschenko den Stalinpreis. Im Alter von nur 32 Jahren wurde Lotarjow 1946 stellvertretender Hauptkonstrukteur des Saporoscher Motorenwerkes. 1960 erhielt er zusammen mit Iwtschenko für die Arbeit an dem Turboproptriebwerk Iwtschenko AI-20 den Leninpreis.
1963 wurde Lotarjow Hauptkonstrukteur und 1968 Leiter des Betriebes. 1976 erhielt er den Staatspreis der UdSSR, der den bis 1954 vergebenen Stalinpreis ablöste. Von 1981 bis 1989 war er schließlich der Generalentwickler der Firma. Seit diesem Zeitpunkt trugen die Triebwerke der Firma seinen Namen. Lotarjows wesentliche Leistung für die sowjetische Luftfahrt war die Entwicklung des D-36, eines außerordentlich fortschrittlichen Dreiwellen-Mantelstromtriebwerks mit hohem Nebenstromverhältnis. In den Jahren 1984 bis 1989 war Lotarjow Deputierter des Obersten Sowjets der UdSSR. 1985 wurde er Mitglied der Akademie der Wissenschaften der Ukrainischen SSR.